# Herzen in Flammen
Herzen in Flammen (Alternativtitel: Gefährliche Freundschaft) ist ein US-amerikanischer Ehedrama-Film aus dem Jahr 1941. Er entstand zwischen 1940 und 1941 unter der Regie von Raoul Walsh. In der Hauptrolle spielte Marlene Dietrich.

## Handlung
Hank McHenry arbeitet als Monteur an Hochspannungsleitungen. Bei einem Sturm verunglückt er und hat seitdem eine Gehbehinderung. Er kann seine bisherige Tätigkeit nicht mehr ausüben, deswegen arbeitet er als Brigadechef. In dieser Brigade arbeiten auch seine Freunde Johnny Marshall und Pop Duvall. Bei einem Schneesturm verunglückt Pop tödlich, als er in Berührung mit einer Hochspannungsleitung kommt. Hank muss Pops Tochter Fay die Nachricht vom Tode ihres Vaters überbringen. Fay Duval ist frisch aus dem Gefängnis entlassen und arbeitet in einem Nachtclub. Johnny erregt sich darüber, dass die attraktive Frau sehr unbekümmert über den Tod ihres Vaters ist. Sie macht noch dazu Hank eindeutige Avancen, wodurch er sich geschmeichelt fühlt. Er bleibt weiter in Kontakt mit ihr und überbringt sogar Geld, wobei er vorgibt, dies sei Geld der Unfallversicherung. Johnny warnt seinen Freund, dass die Beziehung mit Fay ihm schaden könnte. Hank bemüht sich jedoch sehr um die schöne Frau und fragt sie sogar, ob sie ihn heiraten würde und sie ist einverstanden. Johnny ist über die bevorstehende Hochzeit wütend. Er bietet Fay Geld an, damit sie aus Hanks Leben verschwindet, denn sie könne unmöglich den gehbehinderten Hank tatsächlich lieben. Fay schlägt das Angebot allerdings aus.
Das Paar heiratet schließlich und Fay bemüht sich sehr, eine gute Ehefrau zu sein. Als Johnny einen Unfall hat, nimmt ihn Hank mit zu sich nach Haus, damit er dort in aller Ruhe gesundet. Fay pflegt ihn und verliebt sich in den gutaussehenden Mann. Als sie ihm jedoch ihre Liebe gesteht, verlässt Johnny auf der Stelle das Haus seines Freundes. Hank muss mit seiner Brigade nun für längere Zeit fernab von zu Haus arbeiten. Fay verlässt ihn während seiner Abwesenheit und kehrt zur Arbeit in den Nachtclub zurück. In diesem Nachtclub wird sie bei einer Razzia von der Polizei verhaftet. Die Polizei meldet sich im Lager der Arbeiter. Johnny erhält die Nachricht und fährt sofort los, um Fay aus der Haft zu holen. Dabei erfährt er, dass Fay Hank verlassen möchte. Johnny verlangt von ihr, die Ehe aufrecht zu halten und nimmt sie mit in die Unterkunft der Arbeiter. In dieser Nacht gibt es einen starken Sturm. Die Brigade wird zu Reparaturarbeiten aus den Betten geholt. Johnny will nicht zwischen Fay und seinem besten Freund Hank stehen und will kündigen, doch Fay will Hank dennoch verlassen. Hank gibt seinem Freund Johnny die Schuld am Scheitern seiner Ehe und bezichtigt Fay, ihn mit Johnny betrogen zu haben. In dieser Nacht will er ihm zeigen, dass er trotz seiner Behinderung noch ein vollwertiger Mann ist. Er steigt hinter Johnny auf den Strommast. Ein Kampf beginnt zwischen den beiden Freunden, wobei Hank vom Mast stürzt und stirbt. Fay schwört dem sterbenden Hank, dass sie ihn nicht mit Johnny betrogen hat. Johnny verlässt anschließend gemeinsam mit Fay die Brigade.

## Produktionsnotizen
Die Uraufführung erfolgte am 4. Juli 1941 im Strand Theatre, New York. In Deutschland war der Film erstmals am 6. Januar 1950 im Astor-Filmtheater in Berlin zu sehen.

## Kritiken
„Melodramatisches Dreiecksdrama vor dem Hintergrund von Arbeitswelt und Halbwelt. Handwerkliche Perfektion, ernsthafte Darsteller, eine effektvolle Spannungsdramaturgie und die exzellente Fotografie machen den Film zur guten Kinounterhaltung.“